# Skagens Gren og Skagerak
Skagens Gren og Skagerak este o arie protejată (arie specială de conservare — SAC, sit de importanță comunitară — SCI) din Danemarca întinsă pe o suprafață de 269.079 ha, integral pe uscat.

## Localizare
Centrul sitului Skagens Gren og Skagerak este situat la coordonatele 57°52′07″N 10°23′49″E / 57.868611°N 10.396944°E.

## Înființare
Situl Skagens Gren og Skagerak a fost declarat sit de importanță comunitară în mai 1998 pentru a proteja 2 specii de animale. Situl a fost protejat și ca arie specială de conservare în decembrie 2011.

## Biodiversitate
Situată în ecoregiunile continentală și marină Atlantică, aria protejată conține 12 habitate naturale: Lacuri și iazuri distrofice naturale, Dune mobile cu vegetație embrionară, Dune de coastă fixe cu vegetație erbacee („dune gri”), Dune cu Salix repens ssp. argentea (Salicion arenariae), Dune cu Hyppophaë rhamnoides, Dune mobile de-a lungul țărmului cu Ammophila arenaria („dune albe”), Dune fixe decalcificate cu Empetrum nigrum, Depresiuni intradunale umede, Lacuri eutrofice naturale cu vegetație de tip Magnopotamion sau Hydrocharition, Bancuri de nisip acoperite în permanență slab de apă marină, Dune împădurite din regiunile atlantică, continentală și boreală, Cursuri de apă de la nivel de câmpie la nivel montan, cu vegetație Ranunculion fluitantis și Callitricho-Batrachion.
La baza desemnării sitului se află mai multe specii protejate de  mamifere (2): focă obișnuită (Phoca vitulina), marsuin (Phocoena phocoena).